# Гюнтер Руперті
Гюнтер Руперті (нім. Günter Ruperti; 7 липня 1914, Рюстрінген — 24 листопада 2000) — німецький офіцер-підводник, капітан-лейтенант крігсмаріне.

## Біографія
В серпні 1939 року вступив на флот. З січня 1942 року — командир групи флотилії оборони гавані Гернсі, з грудня 1942 року — гавані Марселя. З 28 березня по 25 вересня 1943 року пройшов курс підводника, з 26 вересня 1943 по 14 березня 1944 року — практику вахтового офіцера на підводному човні U-955, після чого був направлений на будівництво U-777. З 9 травня 1944 року — командир U-777. 15 жовтня 1944 року човен був затоплений внаслідок авіанальоту на Вільгельмсгафен, а Руперті був переданий в розпорядження 31-ї флотилії. В грудні 1944 року направлений на будівництво U-3039. З 8 березня 1945 року — командир U-3039. 3 травня 1945 року наказав затопити човен в рамках операції «Регенбоген». 8 травня 1945 року взятий в полон британськими військами.

## Звання
- Рекрут (серпень 1939)
- Оберматрос (1 квітня 1940)
- Оберштабсматрос (1 липня 1940)
- Кандидат в офіцер (1 жовтня 1940)
- Лейтенант-цур-зее (1 квітня 1941)
- Оберлейтенант-цур-зее (1 грудня 1941)
- Капітан-лейтенант (1 листопада 1944)

## Нагороди
- Нагрудний знак мінних тральщиків (1942)
- Залізний хрест
  - 2-го класу (1942)
  - 1-го класу (1943)